# Phycosoma lineatipes
Phycosoma lineatipes is een spinnensoort in de taxonomische indeling van de kogelspinnen (Theridiidae).
Het dier behoort tot het geslacht Phycosoma. De wetenschappelijke naam van de soort werd voor het eerst geldig gepubliceerd in 1933 door Elizabeth Bangs Bryant.